# Phoenix Circuit
Phoenix Circuit – tor uliczny w mieście Phoenix, Arizona. Znajdował się w centrum przy Phoenix Civic Plaza oraz America West Arena. Odbyły się na nim trzy wyścigi Formuły 1 o Grand Prix USA w 1989, 1990 i 1991 roku. Ze względu na niskie zainteresowanie fanów, następne GP USA odbyło się dopiero w 2000 roku na torze Indianapolis Motor Speedway.
Pierwszy wyścig w Phoenix odbył się 4 czerwca 1989 roku. Ayrton Senna zdobył pole position w bolidzie McLaren-Honda, ale przez usterkę elektroniczną wycofał się w środku wyścigu. Upał pochodzący z pustyni niedaleko miasta utrudniał pracę zarówno kierowcom jak i zespołom, przez co na metę dojechało jedynie 6 aut z 26. Wyścig wygrał kolega Senny z zespołu, Alain Prost, przed Riccardo Patrese i pochodzącym z Phoenix, Eddiem Cheeverem. Na czwartym miejscu uplasował się Christian Danner, którego dorobek punktowy już nie zmienił się podczas tego sezonu. Jego zespół, Rial, nie zdobył już nigdy więcej punktów w Formule 1.
Aby poradzić sobie z upałem Arizony, postanowiono umieścić wyścig o Grand Prix USA na początku kalendarza F1. W 1990 roku odbył się on 11 marca. Senna zwyciężył wyścig. Jean Alesi dojechał na drugim miejscu, które było dobrym wynikiem dla młodego kierowcy w aucie Tyrrel. Trzeci był kolega z zespołu Alesi, Satoru Nakajima. Był to jedyny wyścig kiedy to zespół Minardi znalazł się w pierwszym rzędzie na starcie, Pierluigi Martini zakwalifikował się drugi za Gerhardem Bergerem.
Ostatnie Grand Prix USA w Phoenix odbyło się 10 marca 1991 roku. Senna odniósł kolejne zwycięstwo. Ponownie do mety dojechała garstka bolidów, jedynie 9 finiszowało. Po raz drugi z rzędu w sezonie oba auta Tyrrell zdobyły punkty. Stefano Modena, który zastąpił Alesiego w Ferrari, dojechał na czwartej pozycji, przed Nakajimą.
Końcem dla tego toru okazała się informacja, że lokalny festiwal strusiów zgromadził większą publiczność niż Grand Prix.

## ZwycięzcyGrand Prix Stanów Zjednoczonych Formuły 1na torze Phoenix
| Sezon | Kierowca     | Zespół        |        |
| ----- | ------------ | ------------- | ------ |
| 1989  | Alain Prost  | McLaren-Honda | Wyniki |
| 1990  | Ayrton Senna | McLaren-Honda | Wyniki |
| 1991  | Ayrton Senna | McLaren-Honda | Wyniki |